# Louchie Lou & Michie One
Louchie Lou & Michie One war ein britisches Reggae-Pop-Duo aus London, das aus den Sängerinnen und Songwriterinnen Louise Gold und Michelle Charles bestand.

## Biografie
Die beiden Musikerinnen lernten sich 1991 auf einem Rebel-MC-Konzert kennen und begannen mit der gemeinsamen Arbeit. Ihre Debütsingle Rich Girl, eine Adaption des Liedes If I Were a Rich Man aus dem Musical Fiddler on the Roof, erschien 1993 und inspirierte u. a. Gwen Stefani zu ihrer eigenen Fassung, die 2004 weltweit in den Charts gelistet war.
Den ersten eigenen Charterfolg hatten Louchie Lou & Michie One 1993 mit Shout (It Out), das auf Lulus 1964er Hit Shout und The Art of Noises Peter Gunn von 1986 basiert. Das Lied stieg im Mai 1993 in die UK-Charts und erreichte Platz 7, im August folgte außerdem ein einwöchiger Aufenthalt auf Platz 24 der Österreichischen Hitparade. Ebenfalls im August stieg die Folgesingle Somebody Else’s Guy (Me Did Love You) auf Platz 54 im Vereinigten Königreich.
Ein weiterer kleiner Hit folgte erst 1995. Im August des Jahres platzierte sich Get Down on It, eine Coverversion des Kool-and-the-Gang-Hits von 1981, eine Woche auf Platz 58.
Cecilia, ein Feature mit dem Madness-Frontmann Suggs, wurde im April 1996 auf Platz 4 der zweite Top-10-Hit des Duos in England und mit Platz 28 der zweite Charterfolg in Österreich. Das im Original von Simon & Garfunkel stammende Lied aus dem Jahr 1970 wurde in dieser neuen Fassung von Sly & Robbie produziert. Nachdem Louchie Lou & Michie One im Juni des Jahres mit Good Sweet Lovin’ bis auf Platz 34 der UK-Charts vordrangen, schaffte No More Alcohol, eine weitere Zusammenarbeit mit Suggs, dort im September den Sprung auf Platz 24.
Mit Veröffentlichungen wie The Honeymoon Is Over (1997), Don’t Stand so Close to Me, Body Rock (1999) und 10 Out of 10 (2000) erschienen zwar weitere Single, ein Charterfolg stellte sich jedoch nicht mehr ein. Danach gingen die beiden Protagonistinnen getrennte Wege.

## Diskografie

### Alben
- 1995: II B Free
- 1996: Remix! Remix! Remix! (Kompilation)
- 1997: Danger-us (auch als limitiertes Doppelpack inkl. 3-Track-Bonus-CD Champagne & Wine)
- 2001: 7 Years of Plenty

### Singles
| Jahr | Titel Album                                       | Höchstplatzierung, Gesamtwochen, AuszeichnungChartplatzierungen (Jahr, Titel, Album, Platzierungen, Wochen, Auszeichnungen, Anmerkungen) | Höchstplatzierung, Gesamtwochen, AuszeichnungChartplatzierungen (Jahr, Titel, Album, Platzierungen, Wochen, Auszeichnungen, Anmerkungen) | Anmerkungen                          |
| Jahr | Titel Album                                       | AT | UK | Anmerkungen                          |
| ---- | ------------------------------------------------- | --- | --- | ------------------------------------ |
| 1993 | Shout (It Out) II B Free                          | AT24 (1 Wo.)AT | UK7 (8 Wo.)UK |                                      |
| 1993 | Somebody Else’s Guy (Me Did Love You) II B Free   | — | UK54 (2 Wo.)UK |                                      |
| 1995 | Secret Fantasy II B Free                          | — | UK82 (2 Wo.)UK |                                      |
| 1995 | Get Down on It II B Free                          | — | UK58 (2 Wo.)UK |                                      |
| 1995 | Free II B Free                                    | — | UK85 (2 Wo.)UK |                                      |
| 1996 | Cecilia The Lone Ranger                           | AT28 (5 Wo.)AT | UK4 Silber · (22 Wo.)UK | Suggs feat. Louchie Lou & Michie One |
| 1996 | Good Sweet Lovin’ Danger-us (Limited Edition)     | — | UK34 (2 Wo.)UK |                                      |
| 1996 | No More Alcohol The Lone Ranger                   | — | UK24 (4 Wo.)UK | Suggs feat. Louchie Lou & Michie One |
| 1997 | The Honeymoon Is Over Danger-us (Limited Edition) | — | UK87 (1 Wo.)UK |                                      |

Weitere Singles
- 1993: Rich Girl
- 1993: Yearning
- 1994: Champagne & Wine
- 1997: Danger-us
- 1998: Don’t Stand so Close to Me
- 1999: Body Rock
- 2000: 10 Out of 10